# Wilbert Baranco
Wilbert Baranco (Baton Rouge, 15 april 1909 – El Cerrito, oktober 1983) was een Amerikaanse jazz-pianist en bandleider.
Baranco speelde in de vroege jaren dertig met Curtis Mosby en had in de jaren dertig en veertig eigen bands. Hij maakte in 1945 plaatopnames met Ernie Andrews in Los Angeles en had in die tijd tevens een trio, waarin ook Charles Mingus speelde. Hij begeleidde Dinah Washington toen ze met de Lucky Thompson All-Stars zong. Na de oorlog had hij een groep onder de naam Wilbert Baranco & His Rhythm Bombardiers, bestaande uit veteranen. Deze groep nam op met onder meer Vic Dickenson, Dizzy Gillespie en Willie "The Lion" Smith. Tevens maakte hij opnames met Jackie Kelson en Snooky Young. Na de jaren veertig werd hij een muziekleraar. Baranco is de vader van Victor Baranco, oprichter van Lafayette Morehouse.